# V606 Aquilae
V606 Aquilae a explodat in 1899 în constelația Aquila și a atins magnitudinea de 5.5.

## Coordonate delimitative
Ascensie dreaptă: 19h02m05.77s
Declinație: −04°26'31.3".